# Fostiras FC
Fostiras FC  (Grieks: Α.Π.Ο. Φωστήρας Ταύρου) is een Griekse voetbalclub die in 1926 werd opgericht in Tavros, een buitenwijk van Athene. Sinds 2018 komen ze uit in de Delta Ethniki, de Griekse vierde divisie. 

## Geschiedenis
Fostiras speelde tweemaal in de Alpha Ethniki (de Griekse hoogste klasse en tevens voorganger van de huidige Super League): van 1960 tot 1963 en van 1970 tot 1974.
De club van 2013 tot 2015 in handen van de Belg Carlo Vandekerkhof. Zijn landgenoot Jacky Mathijssen leidde de club in die periode naar de derde plaats in de Football League. Fostiras plaatste zich zo voor de promotie-playoffs, maar daarin eindigde het evenwel laatste. In het volgende seizoen eindigde de club voorlaatse, waardoor het degradeerde naar de Gamma Ethniki. Na drie seizoenen zakte het zelfs naar de Delta Ethniki.

## Bekende (oud-)spelers
- Brian Tevreden

## Bekende (oud-)trainers
- Jacky Mathijssen